# 環鮨
環鮨，為輻鰭魚綱鱸形目鱸亞目鮨科的其中一種，分布於西大西洋區，從百慕達群島、美國佛羅里達州南部至南美洲北部海域，棲息深度10-70公尺，體長可達9公分，生活在岩礁區，為底棲性魚類，屬肉食性，可做為觀賞魚。

## 擴展閱讀
- 環鮨的图片 （页面存档备份，存于）